# Simone Ortega
Simone Klein Ansaldy, auch bekannt als Simone Ortega (* 29. Mai 1919 in Barcelona; † 2. Juli 2008 in Madrid) war Autorin verschiedener Kochbücher über die Spanische Küche. Ihr bekanntestes Werk ist 1.080 recetas de cocina (1080 Koch-Rezepte), eines der in Spanien mit 3,5 Millionen Exemplaren am meisten verkauften Bücher.
Sie stammt aus dem französischen Elsass, was erklärt, dass ihr richtiger Familienname Klein war. Sie veröffentlichte ihre Bücher aber unter dem Familiennamen ihres Mannes, des Verlegers José Ortega Spottorno, der den Verlag Alianza Editorial im Jahr 1966 und die Grupo PRISA gründete.
Im Jahr 1987 erhielt Simone Ortega die Auszeichnung Premio Especial de Gastronomía. Sie schaffte es, ihre schriftstellerische Tätigkeit mit dem Lehramt an einer Sekundärschule in Madrid zu vereinbaren. In der letzten Etappe ihres Lebens arbeitete sie für das Radio und schrieb in Zeitschriften wie ¡Hola!. Ihre letzten Bücher schuf sie zusammen mit ihrer Tochter Inés Ortega Klein, die die Karriere ihrer Mutter fortsetzt, indem sie ebenfalls Bücher über die Kunst des Kochens schreibt.

## Werke
- 1972: 1.080 recetas de cocina (1080 Koch-Rezepte). Veröffentlicht als Taschenbuch.
- 1984: Nuevas recetas de cocina (Neue Rezepte)
- 1987: Quesos españoles (Spanischer Käse)
- 1987: La cocina de Madrid (Die Küche Madrids)
- 1988: El libro de los potajes, las sopas, las cremas y los gazpachos (Das Buch der Eintöpfe, Suppen, Cremes und Kaltsuppen)
- 1990: Las mejores recetas de Simone Ortega (Die besten Rezepte von Simone Ortega)
- 2004: El Libro de Los Platos de Cuchara (Das Buch der Löffelgerichte). In Zusammenarbeit mit ihrer Tochter.

## Referenzen
- El recetario se queda huérfano - Reportaje en ELPAÍS.com Consultado el 3 de julio de 2008.

| Personendaten    | Personendaten                              |
| ---------------- | ------------------------------------------ |
| NAME             | Ortega, Simone                             |
| ALTERNATIVNAMEN  | Klein Ansaldy, Simone                      |
| KURZBESCHREIBUNG | spanische Autorin verschiedener Kochbücher |
| GEBURTSDATUM     | 29. Mai 1919                               |
| GEBURTSORT       | Barcelona                                  |
| STERBEDATUM      | 2. Juli 2008                               |
| STERBEORT        | Madrid                                     |